# Tõravere
Tõravere (Duits: Terrafer) is een plaats in de Estlandse gemeente Nõo, provincie Tartumaa. De plaats heeft 298 inwoners (2021) en heeft de status van vlek (Estisch: alevik).
De plaats ligt aan de rivier Elva en heeft een station aan de spoorlijn Tartu - Valga.

## Geschiedenis
Tõravere werd voor het eerst genoemd in 1582 onder de naam Therrawera. De nederzetting viel onder het landgoed van Meeri.
In 1958 begon bij Tõravere de bouw van een sterrenwacht als vervanging van de sterrenwacht in Tartu, die van 1811 dateert. In 1964 werd het nieuwe observatorium geopend. De sterrenwacht in Tartu kreeg de functie van museum. Het nieuwe observatorium heette oorspronkelijk Von Struve Observatorium (naar de astronoom Friedrich Georg Wilhelm Struve); in 1995 werd het gebouwencomplex herdoopt in Tartu Observatorium (Estisch: Tartu Observatoorium). Het complex heeft drie grote telescopen en is het grootste observatorium in Estland.
In 1977 kreeg Tõravere de status van vlek.

## Foto's

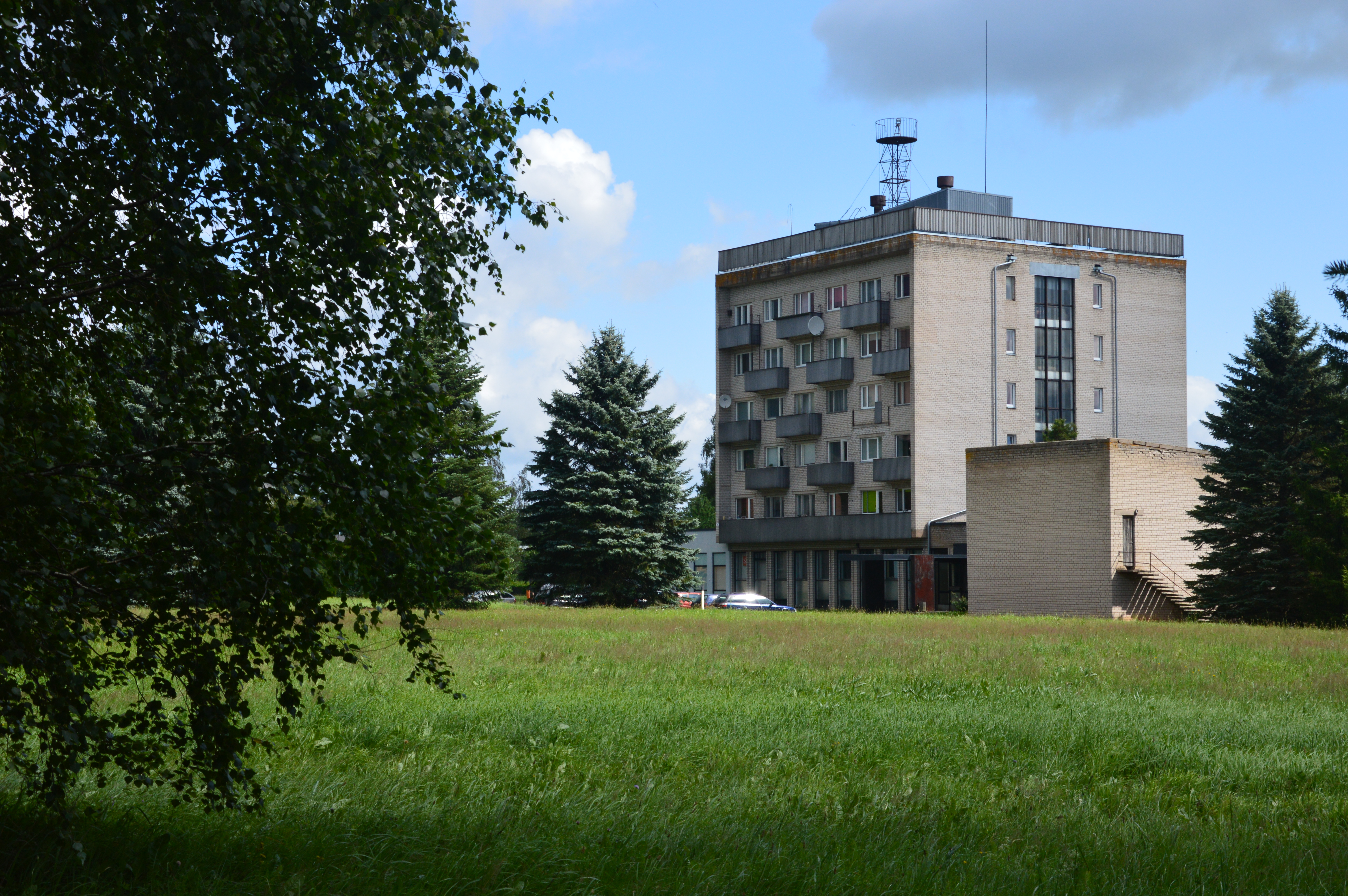
Flatgebouw in Tõravere
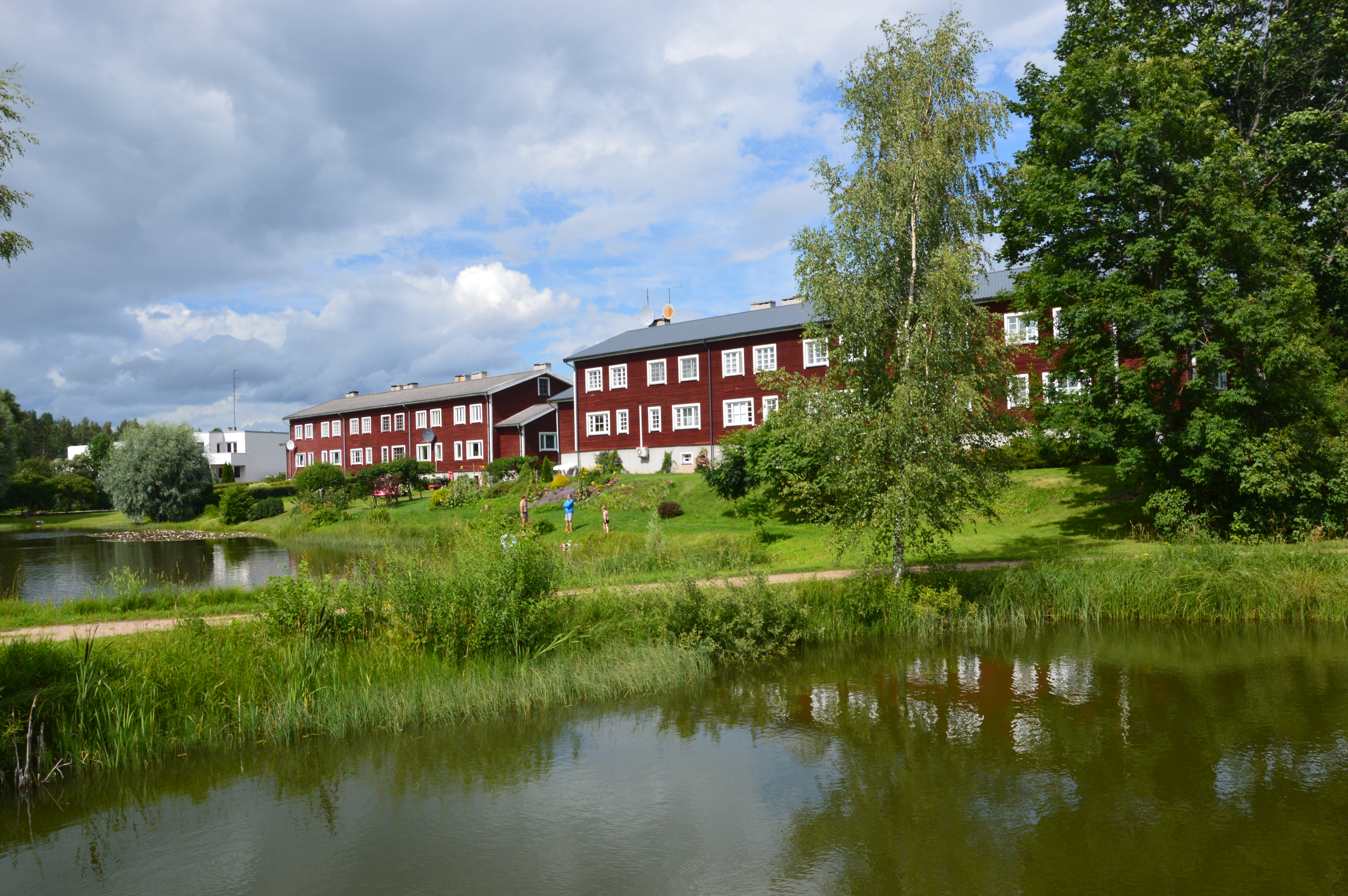
Vijver
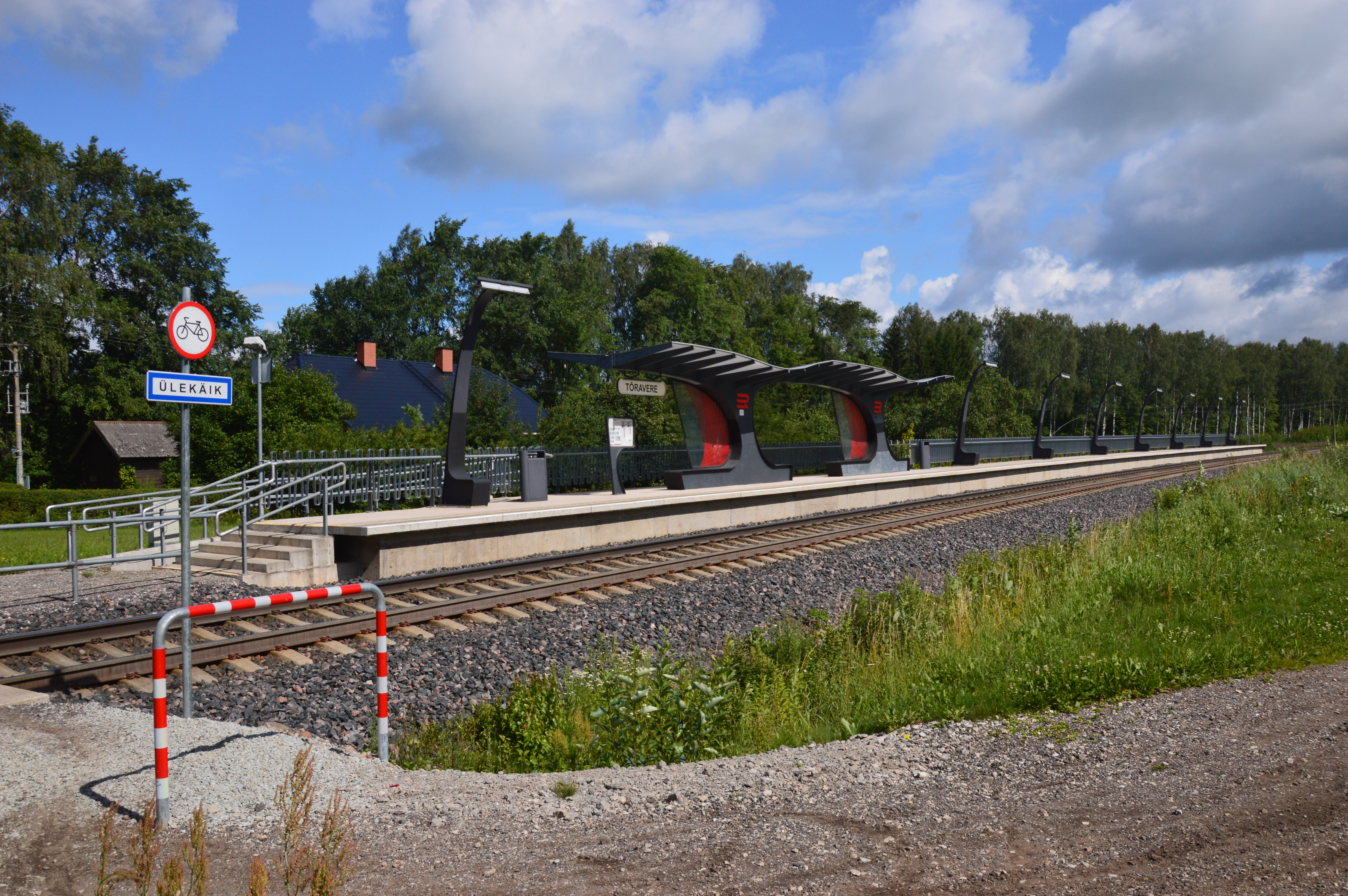
Het station
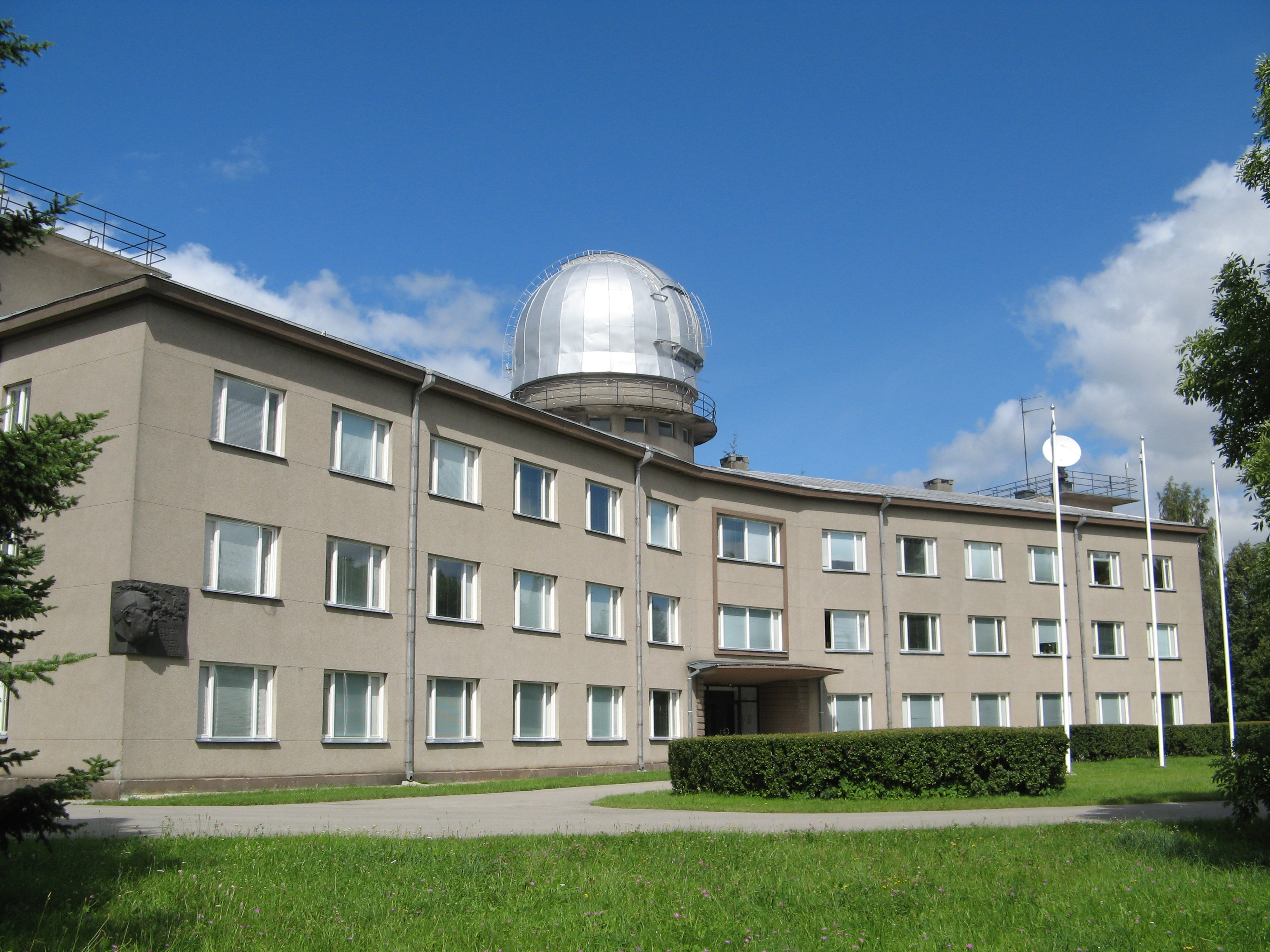
De sterrenwacht
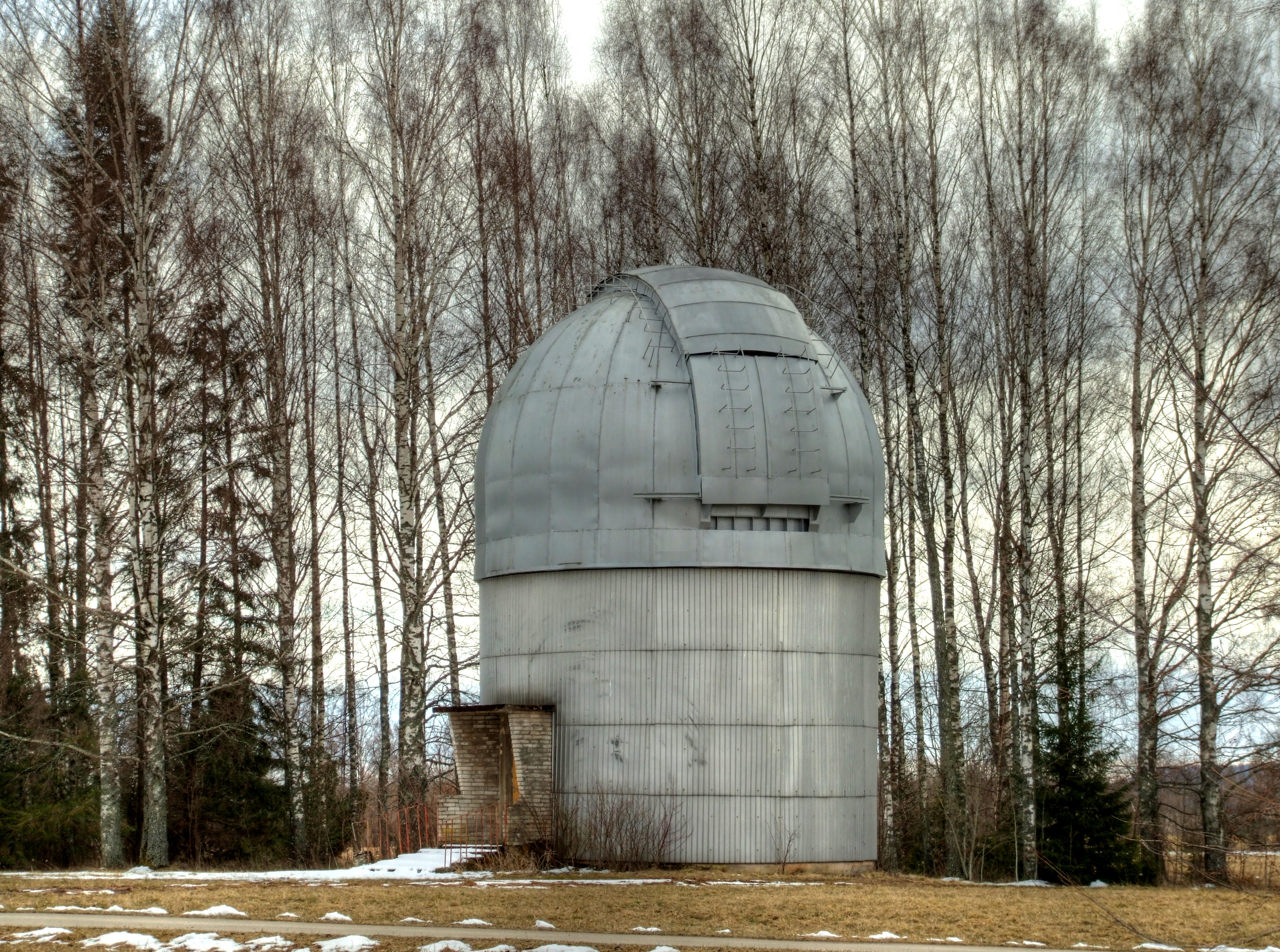
Koepel van de sterrenwacht
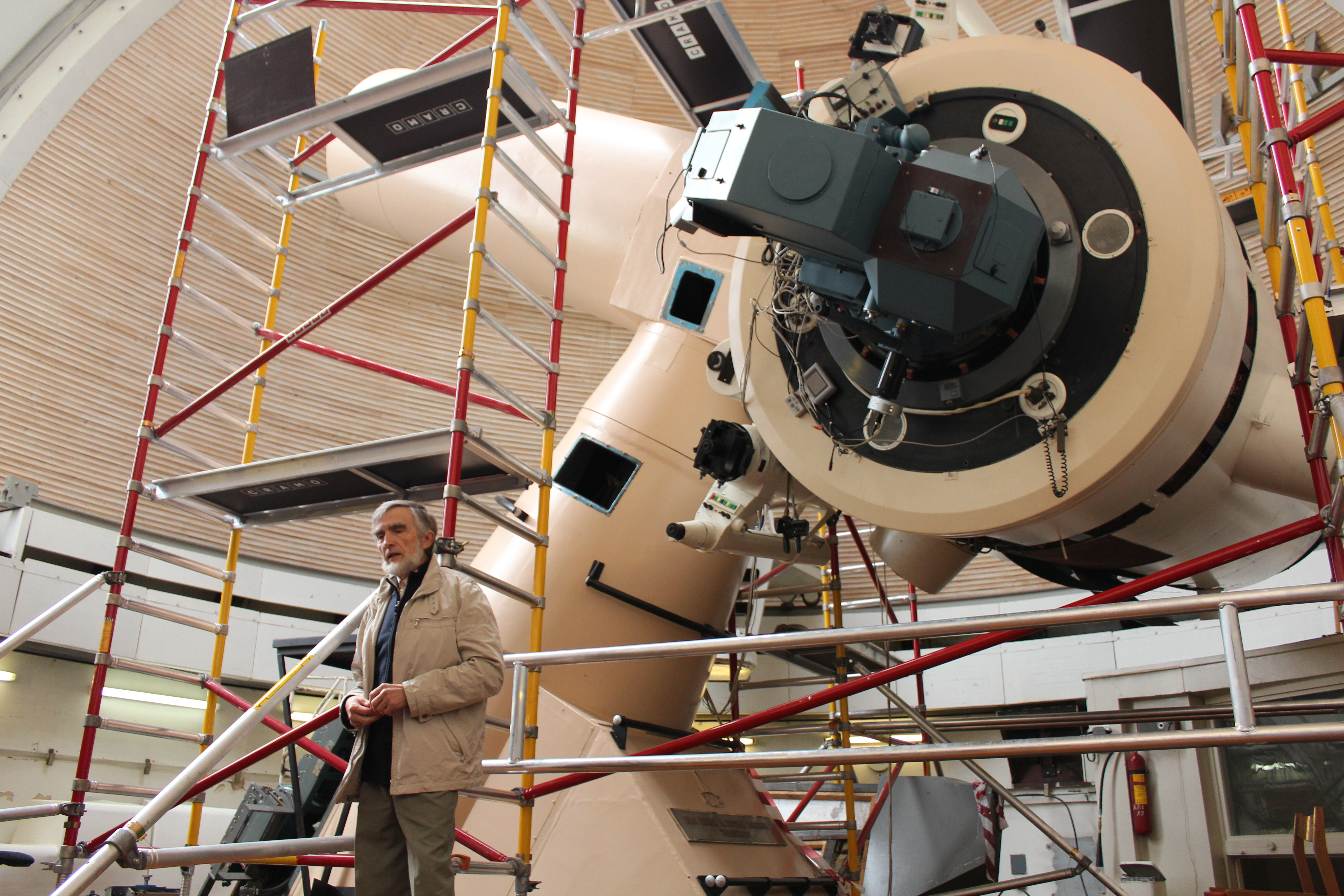
Een van de telescopen